# Zoran Jurišić
Zoran Jurišić (Imotski, 1961.) je hrvatski pjesnik.

## Životopis
Rođen je 1961. godine u Imotskom. Osnovnu je školu završio u Viru kod Posušja. Srednju školu završio je u Splitu te je zatim diplomirao na Elektrotehničkom fakultetu 1985. godine.

## Djela
- „Lađa bez kormilara” (2000.)
- „Nebo je moja Domovina” (2004.)
- „Sijač na poljima snova” (2005.)
- „Pjesni od suza skovane” (2010.)
- „Izabrane pjesme” (2013.)

### Članci
- Mihanović-Salopek, Hrvojka. 2015. Doživljajnost Hercegovine u pjesništvu Zorana Jurišića. Mostariensia. Sveučilište u Mostaru. Mostar. 19 (1): 7–30